# Vimba (zoologia)
Vimba è un genere di pesci ossei appartenenti alla famiglia Cyprinidae.

## Distribuzione e habitat
Queste specie sono diffuse nei fiumi dell'Europa centro-orientale e della Turchia settentrionale.

## Specie
Al genere sono ascritte 3 specie:
- Vimba elongata
- Vimba melanops
- Vimba vimba[1]